# Saronische Eilanden
De Saronische Eilanden, vaak ook Argo-Saronische Eilanden (Grieks: Νησιά του Αργοσαρωνικού, Nisiá tou Argosaronikoú) genoemd, vormen een Griekse eilandengroep in de Egeïsche Zee. Ze liggen in de Golf van Egina, relatief dicht bij de hoofdstad Athene, en bij plaatsen op de Peloponnesos als Korinthe en Nauplion. Veel mensen die in Athene wonen bezoeken in het weekend een van deze eilanden, omdat ze snel te bereiken zijn vanuit de haven van Pireus. De eilanden zijn een populaire bestemming voor toeristen die van het Griekse vasteland komen (Athene of de Peloponnesos). Salamis is daarbij minder populair dan bijvoorbeeld Egina, omwille van het industriële karakter van het eiland.
De volgende eilanden behoren hiertoe:
- Angistri
- Dokos
- Egina
- Hydra
- Poros
- Salamis
- Spetses
- Spetsopoula
- Trikeri
- Agios Georgios is het grootste onbewoonde eiland van de eilandengroep, met een oppervlakte van 4.3 km².